# Ronald Kay-Shuttleworth (3e baron Shuttleworth)
Ronald Orlando Lawrence Kay-Shuttleworth, 3e baron Shuttleworth, né le 7 octobre 1917 et tué à la guerre le 17 novembre 1942, est un noble britannique.

## Biographie

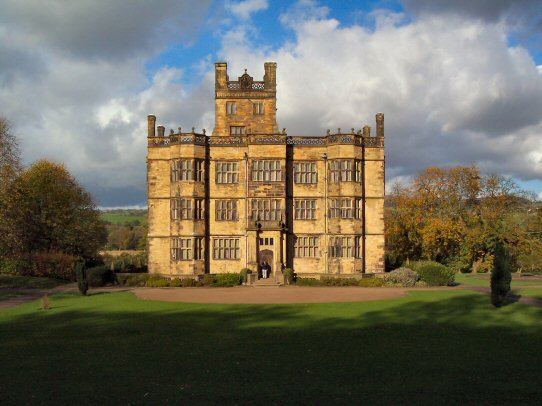
Gawthorpe Hall, le manoir de la famille Kay-Shuttleworth

Ronald Kay-Shuttleworth est issu d'une famille à la longue histoire. Richard Shuttleworth (en), député au Parlement d'Angleterre au XVIIe siècle et colonel dans l'armée parlementaire durant la Guerre civile, est le premier à résider à Gawthorpe Hall, dès lors le manoir de la famille, dans le Lancashire. Un autre Richard Shuttleworth a une longue carrière parlementaire durant la première moitié du XVIIIe siècle. En 1842, Janet Shuttleworth épouse James Kay, pionnier de la réforme progressiste de l'enseignement au Royaume-Uni, qui ajoute au sien le nom de famille de son épouse. Leur fils Ughtred Kay-Shuttleworth est un homme politique libéral, notamment chancelier du duché de Lancastre dans le gouvernement de William Gladstone. Il est fait 1er baron Shuttleworth en 1902,.
Ronald Kay-Shuttleworth est le petit-fils de ce dernier. Il est le troisième et dernier enfant, et deuxième fils, de Lawrence Kay-Shuttleworth, capitaine dans le Régiment royal d'artillerie et tué durant la Première Guerre mondiale, en France, en mars 1917. Ronald Kay-Shuttleworth naît près de six mois après la mort de son père. Il est éduqué au collège d'Eton puis étudie au Balliol College de l'université d'Oxford, où il obtient son diplôme de Bachelor of Arts (licence). Il rejoint la réserve du Régiment royal d'artillerie, et participe à la Seconde Guerre mondiale, devenant capitaine dans le 138e régiment d'artillerie de soutien à l'infanterie. Son frère Richard, 2e baron et pilote dans le 145e escadron de la Royal Air Force, est tué au combat en août 1940 durant la bataille d'Angleterre, à l'âge de 26 ans. Ronald Kay-Shuttleworth devient alors le 3e baron Shuttleworth, héritant en principe d'un siège à la Chambre des lords mais restant de fait sur le front de la guerre,,.
Jamais marié et sans enfant, il est tué à son tour au combat le 17 novembre 1942, à Tabarca, au premier jour de la campagne de Tunisie, à l'âge de 25 ans. Il est inhumé au cimetière militaire de Ras Rajel, en Tunisie. Son cousin Charles Kay-Shuttleworth, major dans la Royal Horse Artillery, devient le 4e baron Shuttleworth. Il est grièvement blessé à la guerre, perdant une jambe et devenant partiellement paralysé, mais survit au conflit. Ronald Kay-Shuttleworth est, de même que son frère, l'un des cinquante-six parlementaires britanniques morts à la Seconde Guerre mondiale et commémorés par un vitrail au palais de Westminster,,,,,.